# Nino d’Angelo
Gaetano „Nino” D’Angelo (ur. 21 czerwca 1957 w Neapolu) – włoski piosenkarz, aktor, kompozytor, scenarzysta i reżyser. 

## Życiorys
Urodził się w ubogiej rodzinie w dzielnicy San Pietro a Patierno, na przedmieściach Neapolu. Aby wspomóc finansowo rodzinę porzucił szkołę i w bardzo młodym wieku zaczął pracować jako piosenkarz na uroczystościach weselnych, a także jako sprzedawca lodów na stacji w Neapolu.
Jego debiutancki album 'A storia mia ('O scippo) (1976) został bardzo dobrze przyjęty, natychmiast stał się hitem na listach przebojów, zwłaszcza w regionach południowych na Sycylii. W tym samym czasie zaczął pracować w teatrze występując w tzw. dramatach neapolitańskich. 
W 1981 zadebiutował na kinowym ekranie jako Pasqualino Capece w dramacie muzycznym Celebrità u boku Reginy Bianchi. Choć film nie spodobał się krytykom, D’Angelo stał się znany szerokiej publiczności. Następnie zagrał w kolejnych filmach: Tradimento (1982) u boku Maria Meroli, Un jeans e una maglietta (1983), Pop corn e patatine (1985) i Quel ragazzo della curva B (1987). Debiutował jako reżyser filmu Giuro che ti amo (1986).
W 1986 wystąpił na Festiwalu w San Remo z piosenką „Vai” („Go!”). 
W Polsce stał się znany dzięki utworowi „Napoli Napoli” z filmu Quel ragazzo della curva B (1987), którego tematem są sukcesy klubu piłkarskiego SSC Napoli pod wodzą Diego Maradony. Klub Napoli zdobył mistrzostwo Włoch w latach 1987 i 1989 oraz Puchar UEFA w roku 1989.
W 1998 otrzymał Nastro d’argento, Ciak d’oro i David di Donatello za najlepszą muzykę filmową komediodramatu muzycznego Roberty Torre Tano da morire (1997). 

## Dyskografia
- 1976: 'A storia mia ('O scippo)
- 1977: Nino D'Angelo vol.2
- 1978: Nino D'Angelo vol.3
- 1979: 'A parturente
- 1980: Celebrità
- 1981: 'A discoteca

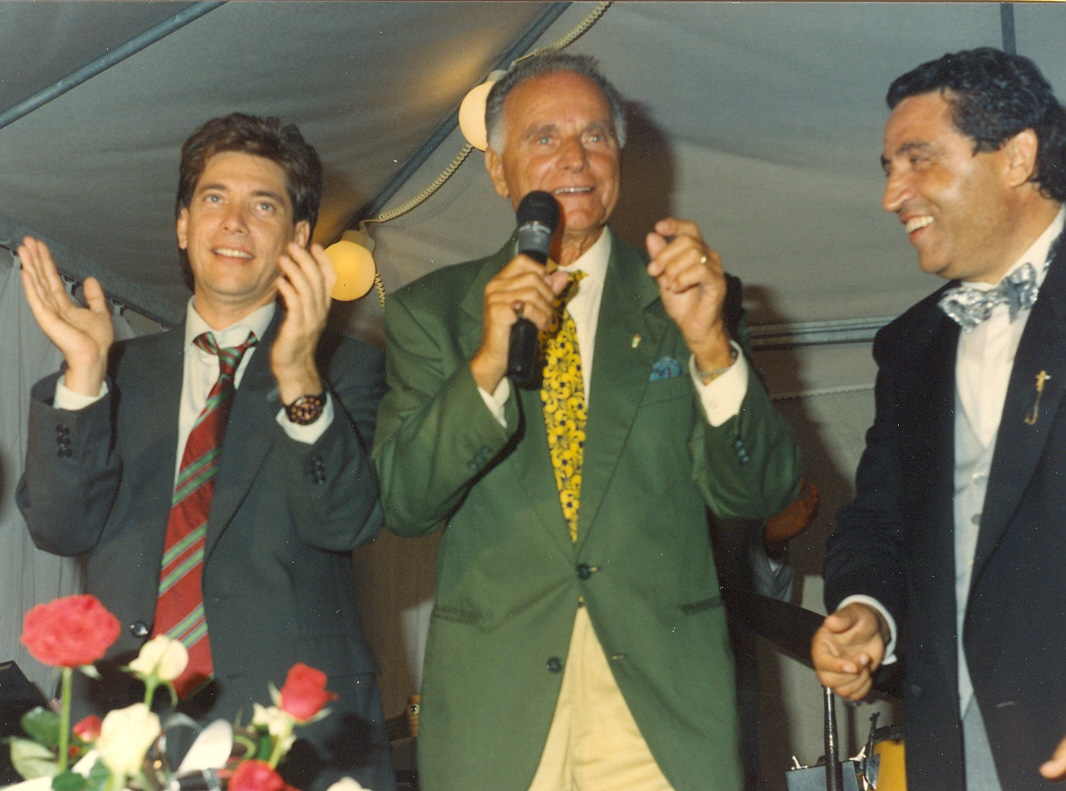
Nino D'Angelo - Alberto Amato - Mario Trevi (1992)

- 1982: Le due facce di Nino D'Angelo: Storia - Core 'e papà
- 1982: 'Nu jeans e 'na maglietta
- 1983: Sotto 'e stelle
- 1983: Forza campione
- 1984: Popcorn e patatine
- 1985: Eccomi qua
- 1986: Cantautore
- 1986: Fotografando l'amore
- 1987: Cose di cuore
- 1988: Le canzoni che cantava mammà
- 1988: Il cammino dell'amore
- 1989: Inseparabili
- 1990: Amo l'estate
- 1991: ...e la vita continua
- 1992: Bravo ragazzo
- 1993: Tiempo
- 1994: Musicammore
- 1995: 'A neve e 'o sole
- 1997: A nu passo d' 'a città
- 1997: Tano da morire
- 1999: Stella 'e matina
- 2000: Aitanic
- 2001: Omaggio a Napoli
- 2001: Terranera
- 2003: 'O schiavo e 'o rre
- 2005: Il ragù con la guerra
- 2007: Gioia Nova
- 2008: D'Angelo canta Bruni
- 2012: Tra terra e stelle
- 2017: Nino D'Angelo 6.0 - inediti